# Хагівара Сакутаро
Сакутаро Хаґівара (яп. 萩原 朔太郎) (нар. 1 листопада 1886 — пом. 11 травня 1942) — японський письменник та поет періоду Тайсьо та раннього періоду Сьова у Японії. Реформатор японської поезії, звільнив японський вільний вірш (верлібр) від традиції слідування усталеним правилам. Вважається «Батьком сучасної розмовної поезії в Японії». За своєї кар'єри опублікував багато томів есе, афоризмів, літературної та культурної критики.

## Біографія

### Творчість
Хаґівара багато експериментував з мовою, прагнучи осягнути та видозмінити поезію як мистецтво. Особливо цікавився жанром танка (його власні публікувалися в тому числі у таких журналах як Bunkō, Shinsei та Myōjō), натхнення черпав у віршах Йосано Акіко. В молодості публікував свої вірші у журналах, але згодом і сам узяв участь у їх створенні разом з друзями. Активно брав участь в діяльності декількох поетичних угрупувань, характерно для японської літератури 20-х років. Численні твори Хаґівари піддавалася критиці за песимізм автора.

### Особисте життя
Син провінційного лікаря. Не закінчив коледж та не мав постійного місця роботи поки не зайнявся літературною творчістю (перші спроби публікацій робив у 15). Десь у віці 18 років мав зв'язок з невідомою жінкою, яку потім в своїх віршах уособлював як «Єлену» та вважав музою. Вона, однак, під впливом сім'ї вийшла заміж за іншого. Двічі був одружений. Від першої дружини, яка пізніше пішла до іншого, мав двох дочок — Йоко (1920–2005) та Акірако (р. 1922). Навчившись у дитинстві, професійно грав на мандоліні. Все життя покладався на матеріальну підтримку своєї забезпеченої сім'ї, яка дозволяла йому вести богемний образ життя і періодично експериментувати з навчанням в тому чи іншому університеті. На момент смерті (у віці 55 років та після двох одружень) він як раз був студентом чергового. У 1915 році була спроба скоєння самовбивства через стан поганого самопочуття та алкоголізму. В різні періоди життя захоплювався Ніцше, Шопенгауером та народною японською культурою.
Помер у 1942 році (хворів пів року) від так і не діагностованного при житті раку легень, який лікарі до останнього дня хвороби письменника вважали пневмонією.

## Твори
- Tsuki ni Hoeru («Howling at the Moon», «Вию на Місяць»). Перша антологія поезії Хаґівари. Викликала сенсацію і шквал критики.
- Aoneko («Blue Cat», «Синя кішка»), 1923. Ще більш сенсаційна праця, викликала ще більше критики.
- Інші праці.
- Hyōtō («Icy Island», «Льодяний острів») 1934. Найбільша антологія віршів Хаґівари.